# 동백초등학교 (부산)
동백초등학교는 대한민국 부산광역시 해운대구에 있는 공립 초등학교이다.

## 학교 연혁
- 1976년 3월 1일: 개교
- 1977년 2월 : 제1회 졸업식
- 2021년 2월 : 제45회 졸업식
- 2021년 9월 : 제 16대 정미경 교장선생님 부임

## 참고 자료
- 동백초등학교 - 한국교육학술정보원 학교알리미